# پیربادام
پیربادام، روستایی از توابع بخش گل‌تپه شهرستان کبودرآهنگ در استان همدان ایران است.

## جمعیت
این روستا در دهستان مهربان سفلی قرار دارد و براساس سرشماری مرکز آمار ایران در سال ۱۳۹۵، جمعیت آن ۲۸۹ نفر (۱۰۱خانوار) بوده‌است.
مردم پیربادام به زبان ترکی تکلم می کنند که تفاوتهای بارزی با ترکی مردم آذربایجان دارد و از کلمات اصیل ترکی بهره بیشتری می برد.